# Arnaud Cotture
Arnaud Cotture (* 9. August 1995 in Martigny) ist ein Schweizer Basketballspieler. Er gehört seit 2020 zum Aufgebot des Nationalligisten Fribourg Olympic.

## Spielerlaufbahn
Cotture wurde beim Verein Martigny Basket in seiner Heimatstadt ausgebildet, ehe er zu Fribourg Olympic wechselte. Bei den Üechtlandern gab er im Laufe des Spieljahres 2010/11 seinen Einstand in der Nationalliga A. 2016 wurde er mit Fribourg Schweizer Meister und wurde Mannschaftskapitän. In den Saisons 2015/16 und 2016/17 wurde er vom Internetdienst eurobasket.com zum besten Jungprofi der Nationalliga A gekürt.
In der Sommerpause 2017 wechselte er von Fribourg zum Ligakonkurrenten Lions de Genève. Zur Saison 2020/21 kehrte er zu Fribourg Olympic zurück und wurde 2021 Schweizer Meister. Im Spieljahr 2021/22 gelang ihm mit Fribourg ein Vierfacherfolg: Schweizer Meisterschaft, Schweizer Pokalsieg, Sieg im Ligapokal, Sieg im Supercup. 2022/23 wurde Cotture mit der Mannschaft wieder Schweizer Meister sowie Gewinner des Pokalwettbewerbs. Im Spieljahr 2023/24 setzten Cotture und Fribourg ihren Erfolgskurs fort, gewann abermals die Schweizer Meisterschaft und den Pokalwettbewerb sowie zusätzlich den Ligapokal.

### Nationalmannschaft
Cotture spielte in den Schweizer Jugendnationalmannschaften und nahm in den Altersklassen U16, U18 und U20 jeweils an B-Europameisterschaften teil. 2014 wurde er erstmals in das Kader der Herrennationalmannschaft berufen.